# Segreti del cuore
Segreti del cuore (Secretos del corazón) è un film del 1997 diretto da Montxo Armendáriz.
La pellicola è stata candidata all'Oscar al miglior film straniero.

## Riconoscimenti
- 1998 - Premio Goya
  - Migliore attrice non protagonista a Charo López
  - Miglior attore rivelazione a Andoni Erburu
  - Miglior scenografia
  - Miglior sonoro